# Джонс (округ, Северная Каролина)
Округ Джонс (англ. Jones County) располагается в штате Северная Каролина, США. Официально образован в 1779 году. По состоянию на 2010 год, численность населения составляла 10 153 человека.

## География
По данным Бюро переписи США, общая площадь округа равняется 1225,071 км2, из которых 1219,891 км2 суша и 6,475 км2 или 0,500 % это водоёмы.

## Население
По данным переписи населения 2000 года в округе проживает 10 381 жителей в составе 4 061 домашних хозяйств и 2 936 семей. Плотность населения составляет 8,00 человек на км2. На территории округа насчитывается 4 679 жилых строений, при плотности застройки около 4,00-х строений на км2. Расовый состав населения: белые — 60,97 %, афроамериканцы — 35,87 %, коренные американцы (индейцы) — 0,36 %, азиаты — 0,15 %, гавайцы — 0,04 %, представители других рас — 1,70 %, представители двух или более рас — 0,92 %. Испаноязычные составляли 2,72 % населения независимо от расы.
В составе 31,70 % из общего числа домашних хозяйств проживают дети в возрасте до 18 лет, 52,20 % домашних хозяйств представляют собой супружеские пары проживающие вместе, 15,20 % домашних хозяйств представляют собой одиноких женщин без супруга, 27,70 % домашних хозяйств не имеют отношения к семьям, 24,50 % домашних хозяйств состоят из одного человека, 11,40 % домашних хозяйств состоят из престарелых (65 лет и старше), проживающих в одиночестве. Средний размер домашнего хозяйства составляет 2,53 человека, и средний размер семьи 2,99 человека.
Возрастной состав округа: 0,00 % моложе 18 лет, 0,00 % от 18 до 24, 0,00 % от 25 до 44, 0,00 % от 45 до 64 и 0,00 % от 65 и старше. Средний возраст жителя округа 39 лет. На каждые 100 женщин приходится 93,00 мужчин. На каждые 100 женщин старше 18 лет приходится 89,90 мужчин.
Средний доход на домохозяйство в округе составлял 0 USD, на семью — 0 USD. Среднестатистический заработок мужчины был 28 662 USD против 19 536 USD для женщины. Доход на душу населения составлял 15 916 USD. Около 14,20 % семей и 16,90 % общего населения находились ниже черты бедности, в том числе — 22,30 % молодежи (тех, кому ещё не исполнилось 18 лет) и 16,70 % тех, кому было уже больше 65 лет.